# Rayford W. Logan
Rayford Whittingham Logan (Washington D. C., 1897-1982) fue un escritor e historiador estadounidense, profesor en la Universidad de Howard.
Graduado en Williams College, se doctoró en Harvard. Fue autor de diversos libros sobre afroamericanos. Entre su obra se encuentran trabajos como The Negro and the post-war, a primer (1945), The African mandates in world politics, The Negro in American Life and Thought: The Nadir, 1877-1901 (1954), The Betrayal of the Negro from. Rutherford B. Hayes to Woodrow Wilson (1964), Haiti and the Dominican Republic, Howard University: The First Hundred Years, 1867-1967 o Dictionary of American Negro Biography, junto a Michael R. Winston, entre otras. En 1980 fue condecorado con la Medalla Spingarn, un galardón concedido por la National Association for the Advancement of Colored People.
En 1993 se publicó un libro sobre su vida, Rayford W. Logan and the Dilemma of the African-American Intellectual, obra de Kenneth Robert Janken.